# Josef Herma
Josef Herma (??? – leden 1924 Všechovice) byl rakouský politik z Moravy; poslanec Moravského zemského sněmu.

## Biografie
Byl starostou Všechovic. V roce 1897 mu byl udělen Zlatý záslužný kříž. Funkci obecního starosty vykonával po 33 let. Za jeho éry došlo k výstavbě školy a nových silnic. Profesí byl rolníkem.
Koncem 19. století se zapojil i do vysoké politiky. V doplňovacích zemských volbách 15. října 1891 byl zvolen na Moravský zemský sněm, kde zastupoval kurii venkovských obcí, obvod Holešov, Bystřice p. Hostýnem, Napajedla. Ve volbách roku 1891 je uváděn jako konzervativní nebo klerikální kandidát. Zasedal ve sněmovním klubu poslanců Moravské národní strany (staročeské).
Zemřel v lednu 1924.